# Synaptura
Synaptura is een geslacht van straalvinnige vissen uit de familie van de eigenlijke tongen (Soleidae).

## Soorten
- Synaptura albomaculata Kaup, 1858
- Synaptura cadenati Chabanaud, 1948
- Synaptura commersonnii (Lacepède, 1802)
- Synaptura marginata Boulenger, 1900
- Synaptura megalepidoura (Fowler, 1934)
- Synaptura salinarum (Ogilby, 1910)